# Термостовпчик
Термостовпчик — електронний пристрій, який перетворює теплову енергію в електричну. Він складається з декількох термопар, які зазвичай з'єднуються послідовно або, рідше, паралельно.
Термостовпчик не реєструє абсолютну температуру, а генерує вихідну електричну напругу пропорційно до локальної різниці температур або градієнту температури.
Термостовпчики використовуються для створення електричного сигналу у відповідь на наявність тепла як елементи пристроїв, які вимірюють температуру, таких як інфрачервоні термометри, які широко використовуються в медицині для вимірювання температури тіла. Вони також використовуються в датчиках теплового потоку (таких як термостовпчик Молля і Піргеліометр Епплі)
 і протипожежних сигнальних систем. Вихід термостовпчика, як правило, в діапазоні значень напруги від десятків або сотень мілівольт. При посиленні рівня сигналу, пристрій можна використовувати для виміру середнього значення температури.
Термостовпчики також використовуються для генерування електричного сигналу від, наприклад, нагріву електричних компонентів, сонячного вітру, радіоактивних матеріалів, або вогню. Процес є також прикладом теплоелектричного ефекту (електричний струм передає теплову енергію), коли електричний струм виникає між теплим і холодним переходом.